# Hottenbach (Johannisbach)
Der Hottenbach ist ein knapp drei Kilometer langer, rechter und südlicher Zufluss des Johannisbachs im Odenwald, der im hessischen Landkreis Darmstadt-Dieburg verläuft.

## Geografie

### Verlauf
Der Hottenbach entspringt östlich von Lützelbach, verläuft zuerst ungefähr 1 km in nordöstlicher Richtung, dann in nördlicher Richtung am Hottenbacher Hof vorbei und mündet kurz vor der K 135 südlich der Schnakenmühle in den Johannisbach.

### Flusssystem Gersprenz
- Fließgewässer im Flusssystem Gersprenz